# Дора 2008.
Дора 2008. је била шеснаесто издање хрватске националне селекције Дора која је одабрала пријаву Хрватске за Песму Евровизије 2008. Такмичење се састојало од полуфинала и финала 22. и 23. фебруара 2008. године, у хотелу Кварнер у Опатији. Полуфинале је преносила ХРТ 2, док је финале преносила ХРТ 1. Обе емисије су такође емитоване путем радија на ХР 2 и онлајн путем сајта емитера, док је финале такође емитовано онлајн преко званичног сајта Песме Евровизије.

## Формат
На Дори 2008, која се састојала од две емисије: полуфиналне и финалне, такмичиле су се укупно двадесет и четири песме. Четрнаест песама је одабрано из отворених пријава и такмичило се у полуфиналу уз јавно телевизијско гласање, бирајући првих шест за пролаз у финале. У финалу се такмичило шест квалификационих песама у полуфиналу, уз додатних десет претходно квалификованих песама, а победник је изабран гласовима јавности и жирија. Изједначење у финалу одлучено је у корист дела који је добио највише поена од жирија.

## Пријаве
3. децембра 2007. ХРТ је отворио рок за подношење пријава у којем су уметници и композитори могли да предају своје радове емитеру до крајњег рока 18. децембра 2007. Емитер је примио преко 200 пријава током периода за подношење. Петочлана стручна комисија коју су чинили Силвије Глојнарић (ХРТ), Роберт Урлић (ХР), Бранко Уводић (ХТВ), Жељен Клаштерка (ХТВ) и Александар Костадинов (ХТВ) прегледала је пристигле радове и одабрала шеснаест извођача и песама за полуфинале, док су десет претквалификацијских песама за финале написали композитори на позив ХРТ-а у договору са Хрватским друштвом складатеља (ХДС). Композитори су такође одабрали извођача за своју пријаву. Позвани композитори објављени су 30. децембра 2007. и били су:
- Анте Пецотић
- Денис Думанчић
- Хари Рончевић
- Хусеин Хасанефендић
- Миро Буљан
- Ненад Нинчевић
- Рајко Дујмић
- Тамара Обровац

ХРТ је 2. јануара 2008. објавио пријаве за полуфинале, а међу извођачима је била и Емилија Кокић која је као чланица Риве победила 1989. за Југославију. Претходно квалификовани радови који се такмиче у финалу објављени су 9. јануара 2009. године, а међу претходно квалификованим извођачима била је и Маја Благдан која је представљала Хрватску на Песми Евровизије 1996. 9. и 16. фебруара 2008. године, такмичари су изводили своје радове уживо током претпрограма Усусрет Дори емитованог на ХРТ 1.
| Извођач                  | Песма                             | Начин избора       |
| ------------------------ | --------------------------------- | ------------------ |
| Ален Исламовић           | "Мирно спава коса плава"          | На позив ХРТ-а     |
| Антонија Шола            | "Гдје је срце ту је дом"          | Отворено подношење |
| Бонаца и Нера            | "Твоје око ка' море дубоко"       | Отворено подношење |
| Ђани Стипаницев          | "Ја сан умра за љубав"            | Отворено подношење |
| Данијела Пинтарић        | "Дотакни звијезду"                | Отворено подношење |
| Дино Дворник и Бане      | "Милина"                          | На позив ХРТ-а     |
| Dye and the Colors       | "Зажмирим и путујем"              | На позив ХРТ-а     |
| Емилија Кокић            | "Анђео"                           | Отворено подношење |
| Ђулијано                 | "Плава вјештица"                  | На позив ХРТ-а     |
| Хари Рончевић            | "Лежим на сунцу"                  | На позив ХРТ-а     |
| Ибрица Јусић             | „Искоци са мном из јурећег влака“ | Отворено подношење |
| Ивана Банфић             | "Мир"                             | На позив ХРТ-а     |
| Ивана Радовниковић       | "Какав тужан крај"                | Отворено подношење |
| Иво Гамулин Ђани         | "Сањам"                           | Отворено подношење |
| Краљеви улице и 75 Cents | "Романца"                         | Отворено подношење |
| Маја Благдан             | "Звала сам га анђеле"             | На позив ХРТ-а     |
| Маја Шупут               | "Лако заљубљива"                  | Отворено подношење |
| Мартина                  | „Иди леђа ми окрени“              | Отворено подношење |
| Мор Рол                  | "Не разумијемо се"                | Отворено подношење |
| Перо Галић               | „Отвори ми очи“                   | На позив ХРТ-а     |
| Прва лига и Друге        | "Вила"                            | На позив ХРТ-а     |
| Тамара Обровац           | "Амор"                            | На позив ХРТ-а     |
| Влатка Гракалић          | "Кажи ми"                         | Отворено подношење |
| Зорица Конџа             | "За тобом луда"                   | Отворено подношење |

## Вечери

### Полуфинале
Полуфинале је одржано 22. фебруара 2008. године, а домаћини су били Душко Ћурлић, Николина Пишек и Лана Јурчевић. Шест учесника квалификација за финале одређено је искључиво јавним телегласом. Поред извођења такмичарских радова, Тони Хедли је наступао у паузи.
| Редослед | Песма                             | Публика | Место |
| -------- | --------------------------------- | ------- | ----- |
| 1        | "Твоје око ка' море дубоко"       | 1,253   | 6     |
| 2        | "Гдје је срце ту је дом"          | 1,531   | 4     |
| 3        | "Сањам"                           | 1,533   | 3     |
| 4        | „Искоци са мном из јурећег влака“ | 103     | 14    |
| 5        | „Иди леђа ми окрени“              | 657     | 10    |
| 6        | "За тобом луда"                   | 382     | 11    |
| 7        | "Кажи ми"                         | 680     | 9     |
| 8        | "Какав тужан крај"                | 322     | 13    |
| 9        | "Не разумијемо се"                | 325     | 12    |
| 10       | "Дотакни звијезду"                | 957     | 8     |
| 11       | "Ја сан умра за љубав"            | 1,058   | 7     |
| 12       | "Романца"                         | 3,770   | 1     |
| 13       | "Лако заљубљива"                  | 1,613   | 2     |
| 14       | "Анђео"                           | 1,439   | 5     |

### Финале
Финале је одржано 23. фебруара 2008. године, а домаћини су били Душко Ћурлић, Мирко Фодор, Николина Пишек и Лана Јурчевић. Такмичило се шест пријава које су се пласирале у полуфинале уз десет претквалификованих, а победник „Романца“ у извођењу Краљеве улице и 75 Cents одређен је комбинацијом 50/50 гласова петочланог жирија. и јавно телевизијско гласање. „Милина“ у извођењу Дина Дворника и Банета дисквалификована је из финала пошто нису присуствовали пробама, па им се гласови нису рачунали. Антонија Шола и Краљеви улице и 75 центи били су изједначени са по 31 бод, али пошто су Краљеви улице и 75 центи добили највише бодова од жирија проглашени су победником. Жири који је гласао у финалу чинили су Силвије Глојнарић (ХРТ), Роберт Урлић (ХР), Бранко Уводић (ХТВ), Жељен Клаштерка (ХТВ) и Александар Костадинов (ХТВ).
Поред извођења такмичарских песама, финале је отворио Дадо Топић, док је у паузи наступио ирски победник Евровизије 1980. и 1987. Џони Логан .
| Драв | Сонг                        | Порота | Публика | Публика | Укупно | Место |
| Драв | Сонг                        | Порота | Гласови | Бодова  | Укупно | Место |
| ---- | --------------------------- | ------ | ------- | ------- | ------ | ----- |
| 1    | "Зажмирим и путујем"        | 4      | 496     | 8       | 12     | 12    |
| 2    | "Лежим на сунцу"            | 2      | 229     | 4       | 6      | 15    |
| 3    | "Анђео"                     | 8      | 1,554   | 12      | 20     | 7     |
| 4    | "Вила"                      | 6      | 2,571   | 14      | 20     | 8     |
| 5    | "Амор"                      | 14     | 279     | 6       | 20     | 6     |
| 6    | „Отвори ми очи“             | 6      | 690     | 9       | 15     | 10    |
| 7    | "Гдје је срце ту је дом"    | 15     | 4,119   | 16      | 31     | 2     |
| 8    | "Сањам"                     | 12     | 1,858   | 13      | 25     | 3     |
| 9    | "Мирно спава коса плава"    | 8      | 193     | 3       | 11     | 13    |
| 10   | "Звала сам га анђеле"       | 4      | 247     | 5       | 9      | 14    |
| 11   | "Плава вјештица"            | 12     | 117     | 2       | 14     | 11    |
| 12   | "Лако заљубљива"            | 12     | 835     | 10      | 22     | 5     |
| 13   | "Романца"                   | 16     | 3,882   | 15      | 31     | 1     |
| 14   | "Твоје око ка' море дубоко" | 13     | 1,246   | 11      | 24     | 4     |
| 15   | "Мир"                       | 9      | 358     | 7       | 16     | 9     |
| 16   | "Милина"                    | 1      | 0       | 1       | 2      | 16    |

| Редослед | Песма                       | Жири 1 | Жири 2 | Жири 3 | Жири 4 | Жири 5 | Укупно | Бодови |
| -------- | --------------------------- | ------ | ------ | ------ | ------ | ------ | ------ | ------ |
| 1        | "Зажмирим и путујем"        | 7      | 7      | 7      | 7      | 8      | 36     | 4      |
| 2        | "Лежим на сунцу"            | 6      | 6      | 7      | 6      | 7      | 32     | 2      |
| 3        | "Анђео"                     | 8      | 8      | 7      | 8      | 7      | 38     | 8      |
| 4        | "Вила"                      | 7      | 8      | 7      | 7      | 8      | 37     | 6      |
| 5        | "Амор"                      | 8      | 8      | 9      | 10     | 9      | 44     | 14     |
| 6        | "Отвори ми очи"             | 7      | 9      | 7      | 7      | 7      | 37     | 6      |
| 7        | "Гђе је срце ту је дом"     | 9      | 9      | 9      | 9      | 9      | 45     | 15     |
| 8        | "Сањам"                     | 9      | 8      | 8      | 9      | 8      | 42     | 12     |
| 9        | "Мирно спава коса плава"    | 7      | 8      | 8      | 8      | 7      | 38     | 8      |
| 10       | "Звала сам га анђеле"       | 8      | 7      | 7      | 7      | 7      | 36     | 4      |
| 11       | "Плава вјештица"            | 9      | 8      | 8      | 8      | 9      | 42     | 12     |
| 12       | "Лако заљубљива"            | 8      | 9      | 8      | 9      | 8      | 42     | 12     |
| 13       | "Романца"                   | 10     | 10     | 10     | 10     | 10     | 50     | 16     |
| 14       | "Твоје око ка' море дубоко" | 9      | 10     | 8      | 8      | 8      | 43     | 13     |
| 15       | "Мир"                       | 8      | 8      | 8      | 9      | 8      | 41     | 9      |
| 16       | "Милина"                    | 0      | 0      | 0      | 0      | 0      | 0      | 1      |

## Припрема
Почетком марта Краљеви улице и 75 Cents снимили су спот за „Романцу” који је режирао Тихомир Жарн. Спот је представљен 18. марта у емисији ХРТ 1 На домаћем терену. Снимљена је и руска верзија песме.

### Промоција
Краљеви улице и 75 Центс су неколико пута наступили широм Европе како би посебно промовисали "Романцу" као хрватску песму за Евровизију. Краљеви улице и 75 Cents наступили су 2. марта током презентације босанскохерцеговачке Евровизије 2008, BH Eurosong Show 2008. Уметници су 9. марта наступили у полуфиналу српског националног финала Евровизије Беовизија 2008 .